# 米坦尼

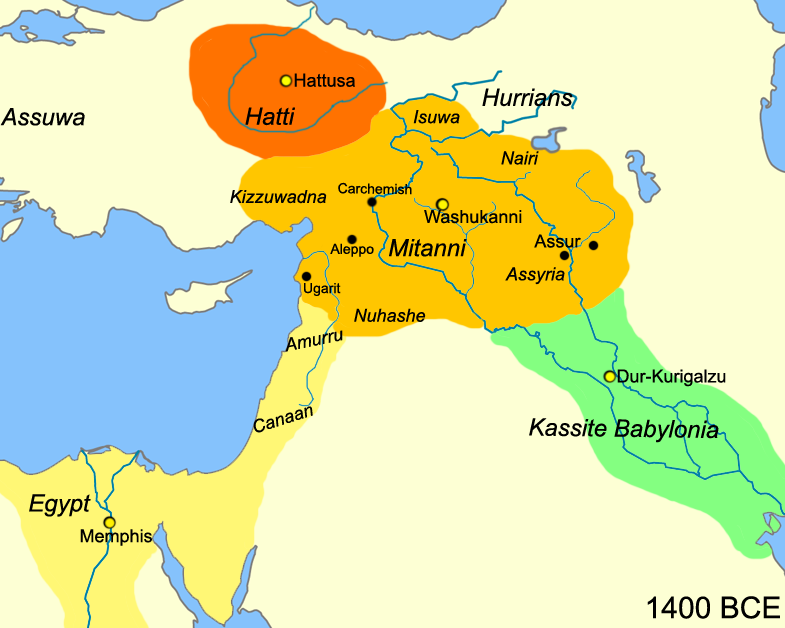
米坦尼王國極盛時期疆域（以深黃色標示），約西元前1400年

米坦尼（英語：Mitanni）是美索不达米亚的古老王国，由胡里安人在約前1550年建立，整體歷史不明，多藉由鄰國所述拼湊。最初可能是趁西台消滅巴比倫以及亞述古王國衰落的時機壯大。其領土範圍在現在的美索不達米亞北部，於前15世紀國力達到頂峰，與埃及第十八王朝法老圖特摩斯三世並列並爭奪地中海東岸霸主地主，佔有目前的土耳其東南部、敘利亞北部與伊拉克北部，將亞述古王國納為附庸，首都瓦舒坎尼（Washukanni）的位置則尚未確定。公元前15世紀末，西台重新崛起，米坦尼因而改與埃及法老阿蒙霍特普二世結盟，此後米坦尼與埃及長期結盟對抗西台。約在公元前1375-1350年之間，米坦尼國王圖什拉塔被其子殺死後，其兒子間發生王位繼承的內戰，其中一個兒子沙提瓦扎逃往西台，西台國王蘇庇路里烏瑪一世藉機進攻米坦尼，米坦尼因與法老阿肯那頓發生嚴重矛盾，失去埃及的援助，最終西台擊敗米坦尼，沙提瓦扎即位，但米坦尼此後便逐漸衰落，並淪為西台附庸。另一方面，亞述在國王阿淑爾烏巴里特一世 時期(約公元前1365-1330年)崛起，米坦尼被亞述擊敗，亞述王國獨立，米坦尼反而淪為亞述附庸，直至公元前1260年代，亞述國王薩爾瑪那薩爾一世在位期間，亞述併吞米坦尼。

## 历史
米坦尼王国大约於公元前1550年－前1350年存在，前後約200年。与埃及新王国时期的第十八王朝（約公元前1550年－1295年）相对应。

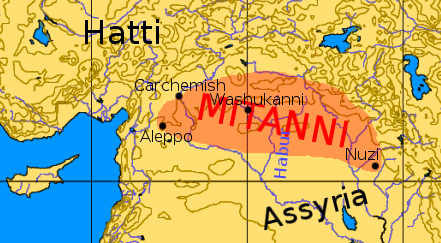
米坦尼地圖

## 米坦尼王表
| 統治者                        |                                                                                |
| ----------------------------- | ------------------------------------------------------------------------------ |
| 基尔塔（Kirta）               |                                                                                |
| 舒塔尔那一世（Shuttarna I）   | 基尔塔之子                                                                     |
| 帕拉塔尔那（Parattarna）      | 與埃及圖特摩斯三世同時                                                         |
| 萨乌什塔塔（Saushtatar）      | 帕尔萨塔塔之子，與埃及圖特摩斯三世同時                                         |
| 阿尔塔塔玛（Artatama）        | 與埃及阿蒙霍特普二世、圖特摩斯四世同時                                         |
| 舒塔尔那二世（Shuttarna II）  | 與埃及阿蒙霍特普三世同時，與埃及達成聯姻                                       |
| 阿尔塔舒玛拉（Artashumara）   | 與埃及阿蒙霍特普三世同時                                                       |
| 图什拉塔（Tushratta）         | 謀殺其兄弟阿尔塔舒玛拉後即位，與埃及阿蒙霍特普三世、阿肯那頓同時               |
| 阿尔塔塔玛二世（Artatama II） | 謀殺其父图什拉塔後即位                                                         |
| 舒塔尔那三世（Shuttarna III） | 阿尔塔塔玛二世之子                                                             |
| 沙提瓦扎（Shattiwaza）        | 图什拉塔之子，與埃及阿肯那頓、西台蘇庇路里烏瑪一世、亞述阿淑爾烏巴里特一世同時 |
| 沙图瓦拉（Shattuara）         | 與亞述阿達德尼拉里一世同時                                                     |
| 瓦萨沙塔（Wasashatta）        |                                                                                |
| 沙图瓦拉二世（Shattuara II）  | 被亞述薩爾瑪那薩爾一世併吞                                                     |